# Георгиевка (Березнеговатский сельсовет)
Гео́ргиевка — деревня Добринского района Липецкой области. Входит в Березнеговатский сельсовет.
Расположено на левом берегу реки Плавицы. Здесь два её русла сливаются в одно.
В 2 км северо-восточнее проходит административная граница с Воронежской областью.

## История
Возникла как владельческая деревня княгини Друцкой-Соколинской.  Межевание земель было проведено в 1836 году. В середине XIX  закрепляется двойное название Егорьевское (Федоровка). В 1862 году упоминается как сельцо владельческое, в котором проживало 204 человека в 15 дворах.
В начале XX века располагался хутор Сукочева.
В 1892 г.  на средства купца А. Г. Сукочева в селе была построена школа (училище).  Им в школе было организовано впервые в уезде горячее питание для учеников.  На содержание училища выделял средства.
До 10 июня 2010 года — центр Георгиевского сельсовета.

## Население
| 2010 |
| ---- |
| 256  |

- ул. Центральная деревни Георгиевка

## Объекты культурного наследия
- Кужное-Черничек курганный могильник  исторический памятник (региональный)
- Кужное-Черничек курган  исторический памятник (региональный)[8]

## Исчезнувшая усадьба Егоровка
Владельцами имения во второй половине  XIX -  начале XX века были усманские купцы Сукочевы.
Основателем был купец 2-й гильдии Григорий Дмитриевич Сукочёв (1815—1904).
Усадебной земли (дес.): 9.00, пахатной земли (дес.): 375.00, площадь под посевом (дес.): 214, сенокоса (дес.): 206.64, пастбища (дес.): 0.00
лес (дес.): 0.00. Общая площадь имения: 601.80. Администрация (чел.): 3, постоянных наемных работников (чел.): 48, временных наемных работников (чел.): 10. Поголовье лошадей: 8, поголовье крупнорогатого скота: 46, поголовье овец: 439, поголовье свиней: 45.

## Имена, связанные с усадьбой
В имении бывали А. И. Шингарёв, А. И. Шингарёва, Ф. В. Огарков, В. В. Огарков.
А. Г. Сукочев находился в переписке с А. И. Эртель. Возможно, писатель был в усадьбе вместе со своей женой М. В. Эртель (сестра Ф. В. и В. В. Огарковых и жены А. Г. Сукочева — Клавдии). В архивном фонде писателя сохранились письма А. Г. Сукочева к М. В. Эртель. В нескольких письмах к Эртелю А. Г Сукочев приглашает его в усадьбу.